# Dundrod Circuit
Der Dundrod Circuit (irisch Dún dTrod) ist eine temporäre, auf öffentlichen Straßen eingerichtete Motorsport-Rennstrecke in der Grafschaft Antrim in Nordirland. Seit 1953 wird auf der Strecke der Ulster Grand Prix veranstaltet. Von 1950 bis 1955 war hier auch die RAC Tourist Trophy für Automobile zu Gast.

## Geschichte

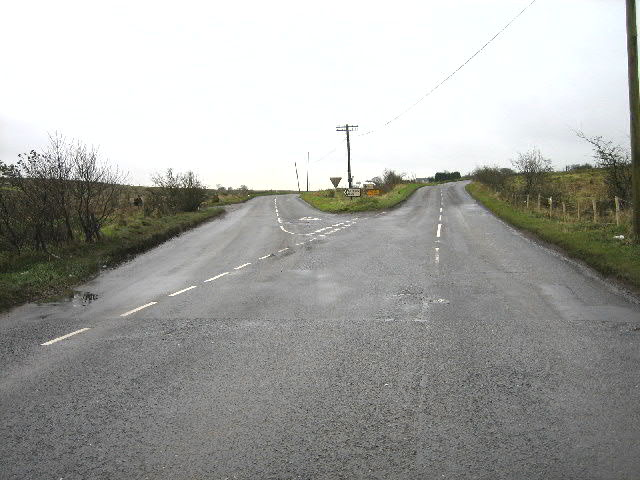
Die alte Version der Haarnadelkurve Lindsay Hairpin

Die ersten Läufe auf dem Straßenkurs von Dundrod waren Automobilrennen. 1950 wurde in Dundrod die erste RAC Tourist Trophy auf einer 11,934 km (7,416 mi) langen Streckenvariante veranstaltet. Zur Saison 1953 wechselte die FIM-Motorrad-Weltmeisterschaft mit dem Ulster Grand Prix vom benachbarten Clady Circuit auf den Dundrod Circuit. 1955 wurde das letzte Automobil-Rennen auf dem Kurs ausgefahren.
1965 wurde die Strecke auf die heute gefahrenen 11,910 km (7,401 mi) geändert, indem die Lindsay Hairpin um etwa 110 m vorverlegt wurde und der Streckenabschnitt Leathemstown Bridge ausgelassen und durch eine Gerade abgekürzt wurde.
2019 wurden finanzielle Unregelmäßigkeiten bei der Verwendung der Subventionen des Nordirischen Sportministeriums für den Event aufgedeckt. Der Event hatte ohnehin unter schlechten Zuschauerzahlen aufgrund der Wetterverhältnisse gelitten. 2020 und 21 entfielen die Rennen aufgrund der weltweiten COVID-19-Pandemie. 2022 scheiterte das unter einem neuen Veranstalter vorgesehene Rennen an den gestiegenen finanziellen Forderungen. 2023 kam verschärfend eine Erhöhung der Versicherungsprämien für Straßenrennen hinzu, die erneut zu einer Absage des Ulster GP führte.

## Streckenführung
Für den Ulster Grand Prix werden jedes Jahr ein Teil der Hannahstown Road (B38) zwischen Glenavy und Hannahstown Antrim, die Leathemstown Road (B101) von Leathemstown Corner bis Dunrod und die Quarterland/Tornagrough Road (B154) von Cochranstown bis Lindsay Hairpin gesperrt.

## Veranstaltungen

### Formel 1
Von 1950 bis 1953 startete in Dundrod bei der Ulster Trophy auch die Formel 1. Der Lauf in Dundrod gehörte nicht zu der relativ neuen Formel-1-Weltmeisterschaft.

### RAC Tourist Trophy
Von 1950 bis 1955 gehörten die TT-Laufe zur Sportwagen-WM. 3 Todesfälle bei der Ausgabe 1955 bedeuteten das Ende der Automobilrennen auf dem für die schnellen Wagen unzureichend abgesicherten Dundrod Circuit. Aus diesem Jahr stammt auch der Geschwindigkeitsrekord für Automobile von Mike Hawthorn. Er meisterte mit seinem Jaguar D-Type die Runde in 4:42 Minuten, dies entspricht einer Durchschnittsgeschwindigkeit von 152,36 km/h. Gesamtsieger wurden damals Stirling Moss und John Fitch in ihrem Mercedes-Benz 300 SLR. Das 1000-km-Rennen wurde nach 84 Runden (entspricht 1002,5 km), bzw. 7 Stunden, 3 Minuten und 12 Sekunden mit einer Durchschnittsgeschwindigkeit von 142,14 km/h beendet.

## Rundenrekord
Der aktuelle Rundenrekord liegt bei 3:15,316 Minuten, und ist beim 2019er Ulster Grand Prix von Peter Hickman auf BMW S 1000 RR gesetzt worden. Dies entspricht einer Durchschnittsgeschwindigkeit von 136,415 mph (219,539 km/h). Er beendete das Rennen mit einer Durchschnittsgeschwindigkeit über die gesamte Renndistanz von 133,307 mph (214,537 km/h).